# Žemberovce
Žemberovce é um município da Eslováquia, situado no distrito de Levice, na região de Nitra. Tem 29,51 km² de área e sua população em 2018 foi estimada em 1.272 habitantes.

## Demografia
| Ano:        | 1994 | 2004   | 2014   | 2024   |
| ----------- | ---- | ------ | ------ | ------ |
| Broj ljudi: | 1299 | 1239   | 1267   | 1235   |
| Razlika:    |      | -4,61% | +2,25% | -2,52% |

| Ano:               | 2023 | 2024   |
| ------------------ | ---- | ------ |
| Número de pessoas: | 1234 | 1235   |
| Diferença:         |      | +0,08% |